# Calcita flotant

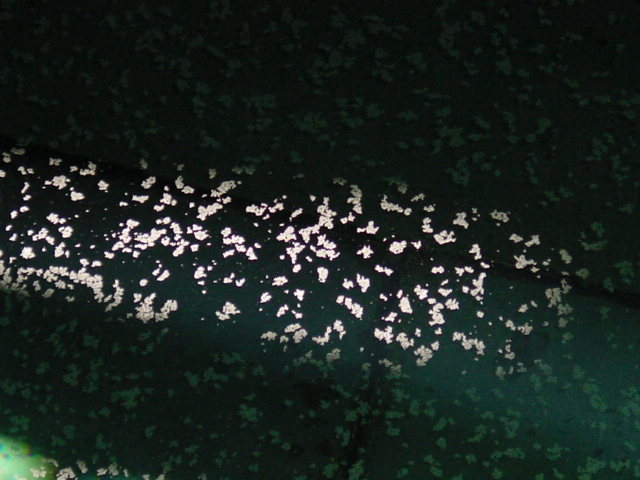
Calcita flotant

La calcita flotant és un espeleotema consistent en làmines molt primes de cristal·litzacions de calcita que es mantenen surant per tensió superficial damunt les aigües tranquil·les d'un gour o d'un llac, independentment de les seves dimensions.
Hom troba molt freqüentment calcita flotat damunt la superfície de l'aigua. Les làmines es formen com a conseqüència fonamentalment de la fuita de diòxid de carboni d'aigües estancades cap a l'atmosfera de la cova. La sobresaturació resultant causa un tranquil creixement de làmines molt primes que es mantenen surant per tensió superficial fins que el seu propi pes, en anar augmentant de mida, o sobretot per les agitacions causades pel degoteig, trenquen l'equilibri del pla de l'aigua i les làmines s'enfonsen i es dipositen al fons del gour o llac. Ocasionalment, les làmines es van ajuntant entre si i, fins i tot, poden quedar adossades als vorells dels gours, el que facilita encara més que les làmines adquireixin una major gruixa, afavorides per l'estabilitat i suport que n'obtenen en quedar aferrades a les parets de la cubeta.